# Ioannis Kokkodis
Ioannis Kokkodis –en griego, Ιωάννης Κοκκώδης– (Atenas, 8 de enero de 1981) es un deportista griego que compitió en natación.
Ganó una medalla de bronce en el Campeonato Europeo de Natación de 2002, en la prueba de 4 × 200 m libre. Participó en tres Juegos Olímpicos de Verano, entre los años 2000 y 2008, ocupando el sexto lugar en Atenas 2004, en la prueba de 400 m estilos.

## Palmarés internacional
| Campeonato Europeo | Campeonato Europeo | Campeonato Europeo | Campeonato Europeo |
| Año                | Lugar              | Medalla            | Prueba             |
| ------------------ | ------------------ | ------------------ | ------------------ |
| 2002               | Berlín (Alemania)  | Medalla de bronce  | 4 × 200 m libre    |